# 本田響矢
本田響矢（日语：／ Honda Kyoya，1999年6月20日—），日本演員、模特兒，出生於福井縣，經紀公司 A-PLUS旗下藝人，2016年「日本最帥高中生選拔賽」全國冠軍大賞得主。曾於2017至2020年擔任《Popteen》雜誌專屬模特兒，2023年的《愛在記憶凍結時》是他首次主演的電視劇。

## 概要
1999年6月20日出生於福井縣，家庭成員為爸爸、媽媽及一個弟弟。
於小學三年級時因原本打算學習空手道，而在福井縣某武道館觀摩時意外看見了練習劍道的場面，因而對劍道產生興趣，其理由則是單純覺得拿著劍很帥氣。
高中時加入校中的劍道社，當時認為演藝圈是離自己非常遙遠的世界，對於參加「日本最帥高中生選拔賽」毫無興趣。
2016年因青梅竹馬的極力地說服之下，履歷書全由青梅竹馬填寫送出後參加「日本最帥高中生選拔賽」獲得全國冠軍大賞得主。
於2017年擔任《Popteen》雜誌專屬模特兒，於2020年與中野恵那、土屋怜菜、那須泰斗同時從《Popteen》7月號畢業。
名字由來為爸爸的興趣為爵士鼓，希望名字能使用到「響」字，考慮過是否取名為「響介」、「響太」、「響也」，最終由媽媽已「希望能成為觸動人心的箭矢」（みんなの心に響く矢になるように）將他的取為「響矢」。
於2023年4月6日設置官方後援會，因熱愛溫泉而將官方後援會取名為《本田の湯》。

## 出演作品

### 電影
- 熱情花招：當女孩遇上男孩 Hot Gimmick（2019年6月28日、東映） - 飾 御法川
- MIRRORLIAR FILMS Season1「充電人」（2021年9月17日、イオンエンターテイメント） - 主演
- 不穿洋裝也沒關係（ワンピースを着ていなくても）（2022年12月22日 - 12月24日、短編映画)

### 電視劇
- 瀨戶與內海 第3集、第8集（2017年10月13日 - 12月23日、東京電視台）
- 在神酒診所乾杯（2019年1月12日 - 3月30日、BSテレ東） - 飾 神樂坂
- 星塵復仇者們（2018年7月31日〈30日深夜〉 - 9月25日〈24日深夜〉、名古屋電視台） - 飾 小宮山陸
- 刑警ZERO 第9集、第10集（2019年3月2日・9日、朝日電視台） - 飾 岡原周太郎
- 横溝正史短編集II『金田一耕助踊る！』ボート十三号（2020年1月18日、NHK BS Premium） - 飾 兒玉潤
- 38歲離婚一次的獨身女嘗試相親App的成果日記（2020年11月19日 - 12月24日、東京電視台） - 飾 演員君
- 和歌子酒 第五季 第6話 -（2020年4月5日 - ） - 飾 新入社員
- 絕對會變成BL的世界VS絕不想變成BL的男人（2021年3月27日、 朝視頻道） - 飾 瞬
- 暴太郎戰隊Don Brothers 第1集、第10集（2022年3月6日・5月8日、朝日電視台） - 飾 花村仁
- 貓物件 第1集 -（2022年4月14日） - 飾 藤島明夫 （客串）
- 青春灰姑娘（2022年10月17日 - 12月26日、朝日電視台） - 飾 長谷川颯真
- 乖乖女的戀愛指南（2023年1月2日、朝日電視台） - 飾 櫻井優馬
- 愛在記憶凍結時（2023年2月17日 - 3月31日、MBS） - 主演・奧澤律
- 我、丈夫與他的男友（2023年3月28日、Paravi / 2023年6月1日 - 8月3日、東京電視台）- 主演・伊奈周平
- 明天，我會成為誰的女友 第二季（2023年5月3日・5月10日、MBS・TBS）- 飾 牧由人
- 絕對不可能～偵探·上水流涼子的解析～ 第集話・最終話（2023年6月12日・6月26日、關西電視台・富士電視台）- 飾 椎名孝
- 戀愛指南（2023年11月22日 - 2024年1月17日、TBS） - 飾 龍崎賢司
- 名流男子太棘手（2024年1月21日 - 3月24日、朝日放送電視台）- 飾 天羽律
- Black Girls Talk（2024年2月5日 - 3月25日、東京電視台） - 飾 諏訪元哉
- 純喫茶イニョン 第2集（2024年4月6日、 富士TWO ）-飾 羽村健斗
- 如虎添翼 第60回 - 第64回（2024年6月21日 - 27日、NHK） - 飾 大庭光三郎
- 彩香最愛弘子前輩（2024年7月5日 - 8月23日、MBS） - 飾 犀藤優也
- 反正與我無關~某律師的真實工作~ 第4集（2024年8月16日、東京電視台） - 飾 高梨隼人
- Monster 第4集（2024年11月4日、富士電視台） - 飾 武田大樹
- 風之福島 第7集（2024年10月22日、東京電視台）- 飾 田伏武洋
- 我是整形美人（2025年1月16日、富士電視台）- 主演・坂口慧
- すぱいす(香辛料) 。（2025年3月27日、TBS）- 主演・北野祐樹
- 宛如粼光夫婦日和（2025年4月24日 - 6月26日、富士電視台）- 飾 江端瀧昌

### 網路劇
- 這種事情只能在LINE上說（こんなこと、LINEでしか言えない…）（2021年8月13日、YouTube） - 飾 堀口ヒロキ
- Chloe的作風（クロエの流儀）（2021年12月23日 - 2月10日、LINE NEWS VISION） - 飾 中村真司
- 我變成野獸的夜晚：不能卻喜歡上  第1集（2022年3月24日、OTT）- 飾 木原航
- ANIMALS‐アニマルズ‐（2022年6月23日 - 8月11日、ABEMA）- 飾 長嶺風緒
- 朋友的遊戲 - 這世界就是點讚至上主義 - （トモダチごっこ〜この世はすべて、いいね至上主義〜）（2022年9月6日 - 9月21日、Nom de plume）- 飾 八木健人
- 乖乖女的戀愛指南 約會編（2022年12月31日、TELASA） - 飾 櫻井優馬
- はじめてのかがやき 〜北陸新幹線福井・敦賀開業1年前記念ドラマ〜（2023年3月31日、TVber） - 飾 道尾ススム
- 女主角閨蜜的艱難行程！！（2023年4月12日、OTT） - 飾 達也
- 高校禁愛令（2024年8月29日、NETFLIX） - 飾 一之瀨流加

### 舞台劇
- BuzzFestTheater劇團 第6回公演「昏闇の色」（2018年1月17日 - 23日、下北澤站前劇場）
- 《破曉傳奇》網路舞台劇《Liberators-被託付希望的解放者們-》（2022年3月26日・27日） - 飾 奧爾芬[3]
- 音樂劇《エノケン》（2025年10月7日 - 26日） - 飾 榎本鍈一

### 電視節目
- ZIP!單元「流行新聞來了！」（キテルネ！）（2019年4月 - 2021年3月、日本電視台） - 播報者

- 國王的早午餐（王様のブランチ）（2025年4月 - TBS）- 固定成員

### 綜藝節目
- 戀愛心機又怎樣（あざとくて何が悪いの？）（2021年8月14日月、朝日電視台） - 短劇心機男子

### MV
- osage - アナログ （2019年10月9日）
- ゆりめり - メトロノーム MusicDrama #2（2019年10月17日）
- ゆりめり - チョコレートMusicDrama#5（2019年10月31日）
- ゆりめり - ブラックアゲート MusicDrama#4（2019年10月24日）
- ゆりめり - オレンジ MusicDrama #1（2019年11月7日）
- ゆりめり - キラキラMusicDrama#3（2019年11月14日）
- KEISUKE - 君想い（2019年12月12日）
- DEEP SQUAD - あなたが迷わずに（2021年2月22日）
- 優里 - レオ（2022年2月23日）
- Tani Yuuki - 燦々たるや（2023年1月3日）

### 雜誌
- Popteen（2017年 - 2020年 、角川春樹事務所）

### 寫真書
- 本田響矢1st写真集 - 響（2023年12月25日）

## 外部連結
- 本田響矢經紀公司官方介紹頁 （页面存档备份，存于）
- Abema部落格 （页面存档备份，存于）
- 本田響矢的X（前Twitter）
- 本田響矢的Instagram帳戶
- 本田響矢的TikTok
- 本田響矢的官方後援會 （页面存档备份，存于）